# Markgrevskabet Baden-Baden
Markgrevskabet Baden-Baden var en tysk stat, der eksisterede fra 1535 til 1771. 
Landet opstod i 1535, da Baden blev delt i markgrevskaberne Baden-Durlach og Baden-Baden. De to stater blev genforenede i 1771. 
Baden-Rodemachern var et selvstændigt markgrevskab i 1556 – 1666.  

## Storhertugdømmet Baden
Baden blev et kurfyrstendømme i 1803, og i 1806-1918 var staten kendt som Storhertugdømmet Baden.  